# 景家店站
景家店站是一个陇海线上的铁路车站，位于甘肃省定西市安定区景家店乡，建于1952年，目前为四等站，邮政编码为743010。目前客运：办理旅客乘降；不办理行李、包裹托运；货运：办理整车货物发到；不办理危险货物发到。